# Ahmed Awad Ibn Auf
Ahmed Awad Ibn Auf (en árabe: أحمد عوض بن عوف‎ nacido en 1957) es un general y político sudanés que se desempeña como ministro de Defensa en Sudán. También se desempeñó como jefe de facto del estado de Sudán desde el 11 de abril de 2019 hasta el 12 de abril de 2019 después de participar en el golpe de Estado sudanés de 2019. Auf se desempeñó anteriormente como primer vicepresidente de Sudán desde febrero de 2019 hasta abril de 2019.

## Trayectoria militar
Anteriormente, Auf se desempeñó como jefe de Inteligencia Militar y también como presidente del Estado Mayor Conjunto antes de ser relevado en junio de 2010 como parte de una importante reorganización militar. Después de su servicio militar, se desempeñó como embajador sudanés en Arabia Saudita.
Auf estaba en una lista de individuos sancionados por Estados Unidos en mayo de 2007 debido a su supuesto papel como enlace entre el gobierno sudanés y los janjaweed en la guerra de Darfur y sus estrechas relaciones con Irán. Hay acusaciones creíbles de que Auf coordinó las operaciones de janjaweed que llevaron a los ataques con bombas de aviones Antonov contra civiles, atacaron aldeas, desplazamientos forzados y violaciones en masa (Tawila, Darfur del Norte). Sin embargo, Auf no se encuentra entre los que han sido acusados por la Corte Penal Internacional por delitos cometidos en Darfur. El 23 de agosto de 2015, fue nombrado ministro de Defensa de Sudán por el presidente Omar al-Bashir.

## Presidente de Sudán
El 11 de abril de 2019, anunció en la televisión nacional sudanesa que el gobierno había sido disuelto y la constitución suspendida. Dijo que los militares estarían a cargo, con un toque de queda de las 10 p. m. Y un período de transición de dos años. Declaró el cierre del espacio aéreo de Sudán durante 24 horas, el cierre de los cruces fronterizos y un estado de emergencia de tres meses. La Asamblea Nacional se disolvió, y Auf agregó que Sudán se estaba preparando para elecciones "libres y justas".
Los manifestantes se manifestaron en contra del cambio de poder, describiéndolo como un golpe militar. La prensa continuó describiendo a Auf como el ministro de defensa, vicepresidente y general de las fuerzas armadas de Sudán del país. Renunció al día siguiente debido a las continuas protestas que surgieron de su decisión de no extraditar a Al-Bashir a la Corte Penal Internacional. Auf hizo entonces al teniente general Abdel Fattah Abdelrahman Burhan, que se desempeña como inspector general de las fuerzas armadas, su sucesor.